# 리즈 국제 피아노 콩쿠르
리즈 국제 피아노 콩쿠르(Leeds International Piano Competition)는 영국 리즈에서 3년마다 개최되는 피아노 경연회이다.
1963년 9월 첫 번째 대회가 열린 이래로 라두 루푸, 머레이 페라이어, 미츠코 우치다, 안드라스 쉬프, 보리스 베레좁스키 등 세계적인 거장을 수상자로 배출했다.
한국인 입상자로는 정명훈, 서주희, 백혜선, 김선욱 등이 있으며 특히 김선욱은 2006년 만 18세의 나이로 우승하여 최연소이자 아시아 최초의 우승자가 되었다.
우승자에게는 영국을 포함해 세계 각국에서의 독주회와 런던 필하모닉, BBC 심포니 등 세계적인 오케스트라와 협연할 특전이 주어진다.
하지만 요즘에는 리즈 국제 피아노 콩쿠르는 하마마쓰 국제피아노콩쿠르랑 윤이상 피아노대회 롱티보 콩쿠르 엘른팅 콩쿠르에 비해 그 위상이 많이 하락 중이다.